# ホスバッハ覚書

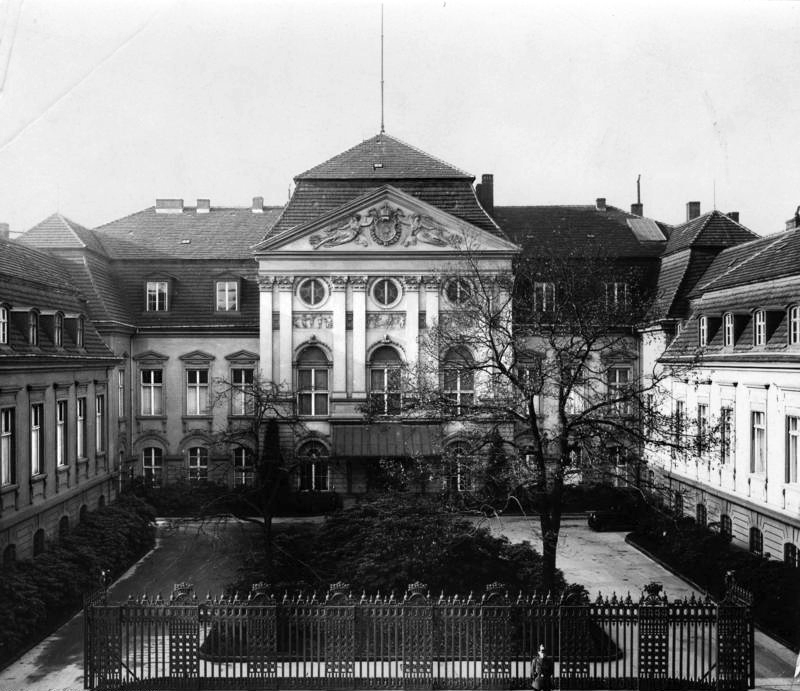
会議が行われた総統官邸

ホスバッハ覚書（ホスバッハおぼえがき、ホスバッハ・メモランダム、英語: Hossbach Memorandum、ドイツ語: Hoßbach-Niederschrift）は、1937年11月5日にナチス・ドイツの総統官邸において開催された、ドイツ国防軍首脳および外相コンスタンティン・フォン・ノイラート、そして総統アドルフ・ヒトラーによる秘密会議の概要を記した覚書。この日の会議でヒトラーは初めて対外侵略の構想を明かし、戦後のニュルンベルク裁判においてはドイツの侵略準備の証拠として採用された。ホスバッハとは、会議の出席者の一人で、この覚書の作成者である陸軍参謀本部中央課長兼総統付高級副官フリードリヒ・ホスバッハ大佐を指す。

## 会議開催までの経緯

### ドイツ経済の隘路
ナチ党の権力掌握以降、ヒトラー政権下では軍備の拡張政策が次々に推し進められていた。しかしあまりに急速な軍需産業の拡大は、他の経済分野や陸海空軍間での軋轢を生み出した。当時ドイツでは、一経済圏内で経済を完結させるアウタルキー政策（閉鎖経済）の傾向が強まっていた。さらに軍需方面への生産拡大は、必然的に輸出産業となる分野への労働力や資源の割り当てを減少させることとなり、外貨不足が一層悪化しつつあった。また1935年と1936年の不作による食料品輸入の増大がこれに拍車をかけた。
1937年4月2日、経済相ヒャルマル・シャハトは軍備拡張政策が輸出の停滞を招き、その結果の外貨不足が農産物などの輸入をも困難にすると警告している。こうした経済危機を打開する方策として、軍備拡張政策を緩和し、国民生活を切り詰めて輸出産業を拡張し、貿易を円滑化するために対外協調政策を推進する案と、戦争を起こして敗者から収奪する案という2つの選択肢が存在していた。

### 四カ年計画
1936年9月9日、ナチ党党大会において四カ年計画の開始が宣言された。ヒトラーは計画のための覚書を作成したが、その中では現状の打開は「生存圏の拡大、詳しく言えば、つまり原料基盤と食糧基盤の拡大」しかないとしており、「ドイツ経済とドイツ軍は4年以内に戦争できる体制にならなければならない」とした。ヒトラーが選択したのは戦争であり、いわゆる東方生存圏の獲得による解決策であった。四カ年計画全権には航空大臣兼空軍総司令官でもあるヘルマン・ゲーリングが任じられた。
しかし、四カ年計画庁によって行われた鉄・鉄鉱石などの資源割り当ては、全産業分野における深刻な原料不足をもたらし、状況は一向に改善されないどころか悪化の一途をたどることになった。軍需産業も十分な生産を行うことができず、軍備拡大のペースが明らかに停滞し始めた。

## 会議の開催

### 会議開催の要請
原料不足は軍部内にも陸海空軍間における資源収奪競争をもたらし、自らの権力とヒトラーへの距離によって空軍に有利な裁定を行うゲーリングへの不満が高まりつつあった。軍部内で最も不利な立場にあったのが、規模が小さく政治的な影響力の小さい海軍であった。海軍総司令官エーリヒ・レーダー提督は現状の2倍の鉄鋼割り当てが必要であると考えた。レーダーは英独海軍協定による対英35％の海軍力、ヒトラーの命じた強力な戦艦製造、対英戦に耐えうる海軍力の増強を考慮していた。
1937年10月15日、レーダーは国防大臣ヴェルナー・フォン・ブロンベルク元帥に対し、建艦と設備拡大を断念するか、もしくは海軍への鉄鋼割り当てを2倍にするかという最後通牒を行った。ブロンベルクもかねてからゲーリングに不信感を持っており、さらに陸海軍のバランスを取るためにもレーダーと協調する必要性を感じていた。ナチ党の有力者であり、さらにブロンベルクと同格の大臣でもあったゲーリングを押さえられるのはヒトラーしかおらず、「総統の決断を仰ぐ」必要があった。こうしてブロンベルクは原料割当問題の最終的解決のために、会議の開催を要請した。ブロンベルクは陸海空軍に原料問題に関する専門将校を準備しておくよう命令し、総統官邸の次の間に控えさせておいた。

### ヒトラーの会議構想
ところがヒトラーは原料問題における調停を行うつもりはなかった。この問題においてはすべての関係者が満足する解決策はあり得ず、さらに軍備拡張政策自体が一種の賭であることを表明しなければならない事態に追い込まれることを怖れていた。ヒトラーは会議の方向性を外交問題にすりかえることを望み、会議の直前になって参加者として外相のコンスタンティン・フォン・ノイラートを加えさせた。
ニュルンベルク裁判においてゲーリングは、陸軍の軍備拡大のペースが遅いことからブロンベルクに不満を持っていたヒトラーが、緊迫した外交情勢を説明することで軍備拡大の必要性を示し、「はっぱをかける」ために会議を行ったと証言している。

## 会議
11月5日の午後4時15分、総統官邸の会議室において会議が開催された。出席した軍首脳たちは原料問題には関係の無いはずのノイラート外相が出席していることに驚いた。会議の冒頭、ヒトラーはこれから述べることは、テーマが重要であるため閣議で議論することは差し控えるとした上で「自分が死んだ場合に備えて遺言として残したものと見なしていただきたい」と前置きし、ドイツの政治目標について語り始めた。その後には外交政策について語りはじめ、1945年までの段階で武力による拡張を目指すべきであると説いた。他の参加者は後に意見を述べたものの、会議の第一部はほとんどヒトラーによる独演会であった。第二部には軍備問題が話し合われた。会議が終了したのは午後8時30分であった。

### 出席者

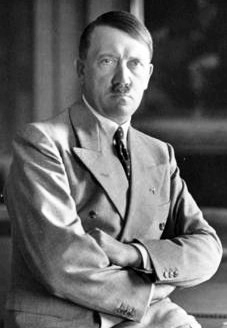
アドルフ・ヒトラー（総統）
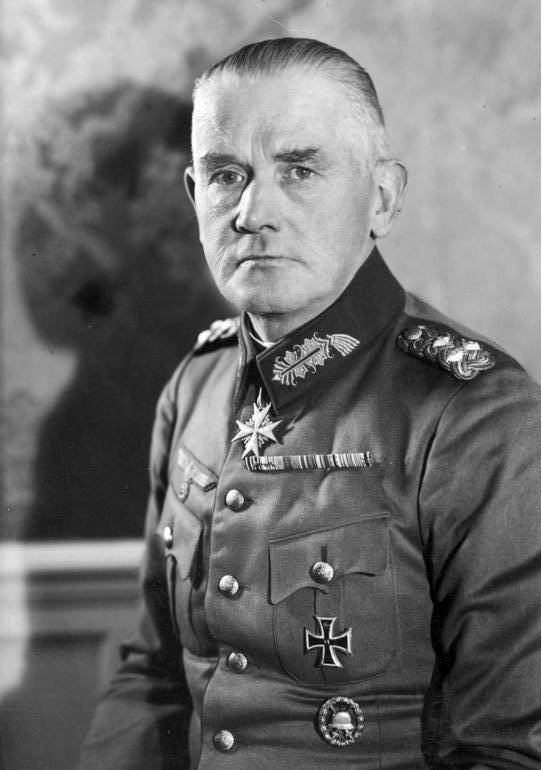
ヴェルナー・フォン・ブロンベルク（国防大臣）
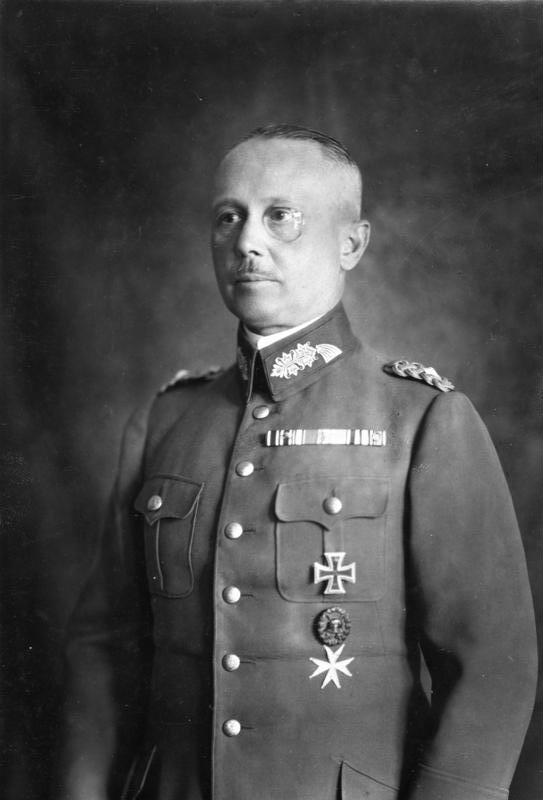
ヴェルナー・フォン・フリッチュ（陸軍総司令官）
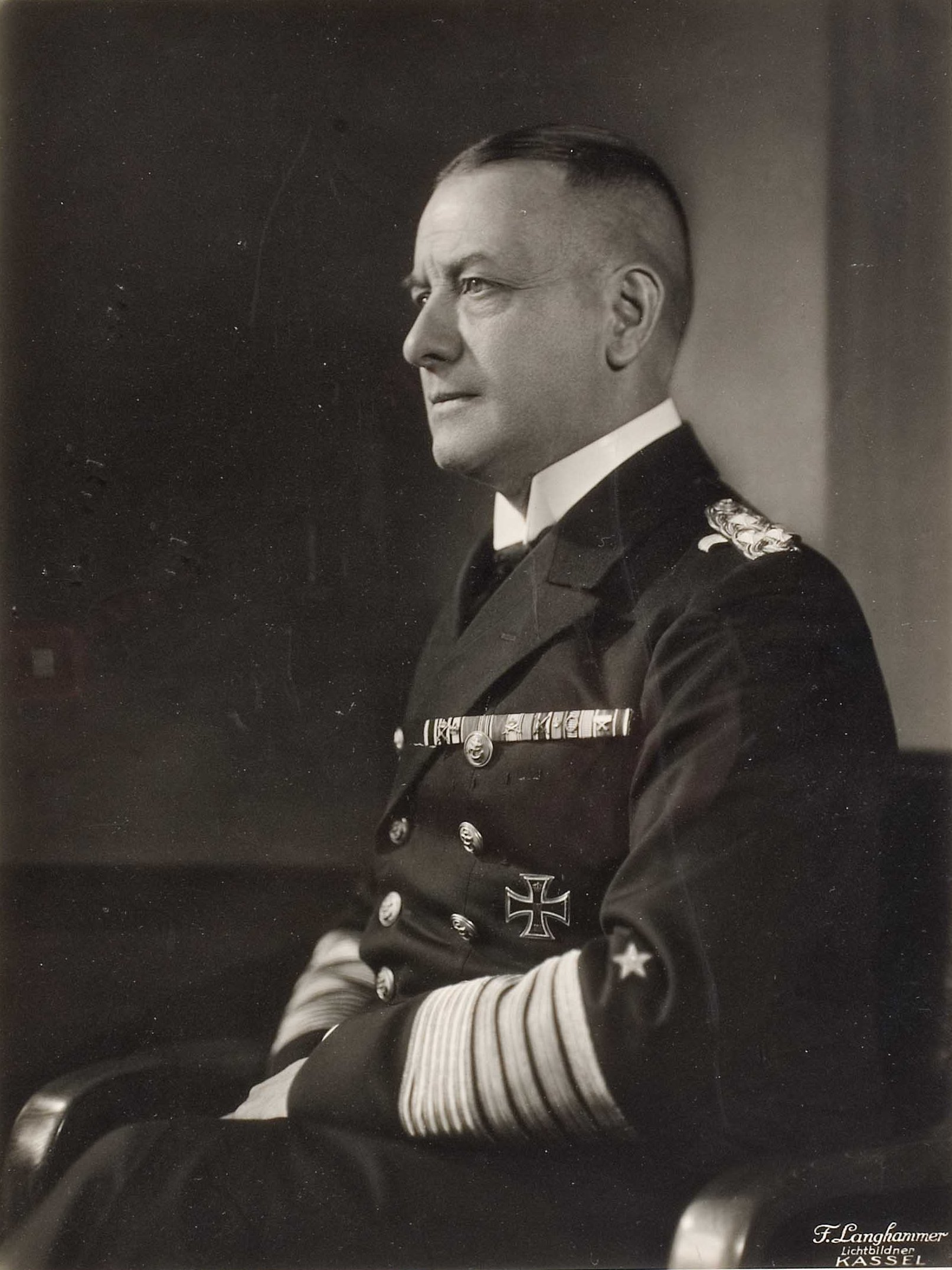
エーリヒ・レーダー（海軍総司令官）
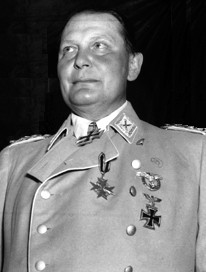
ヘルマン・ゲーリング（空軍総司令官・航空大臣）
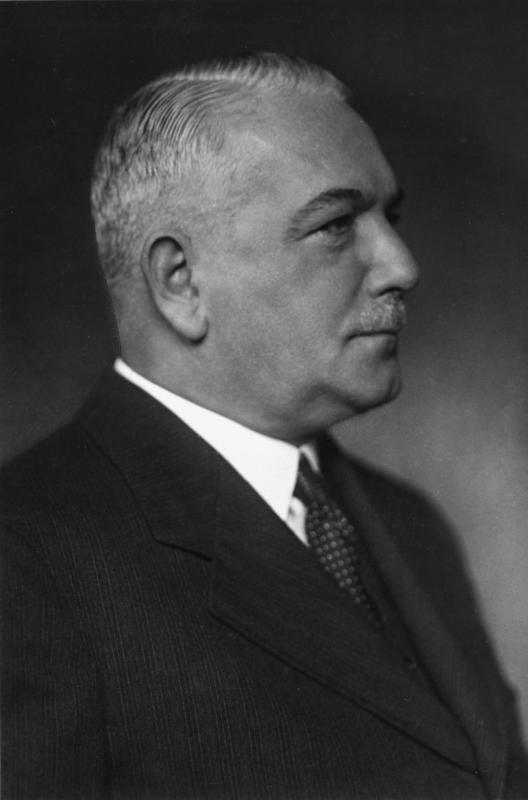
コンスタンティン・フォン・ノイラート（外務大臣）
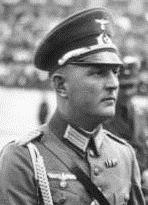
フリードリヒ・ホスバッハ（総統付個人副官）

### ヒトラーによる現状認識
ヒトラーはドイツの政治目標を「民族共同体8500万人の安全と維持およびその拡大にある」とした。ドイツ民族共同体を維持するためには、他の人種よりも広大な生活空間が必要であり、それを一世代か三世代かの間に見つけ出す必要があると述べた。またアウタルキー構築や世界市場への参加によってこの状況が改善させるかどうかを提示したが、アウタルキー政策は食糧や石炭の自給が不可能であるため実現できず、世界市場への参加はすでに植民地化されていない土地は存在せず、イギリスによって海が押さえられている以上不可能であるというものであった。そしてドイツは経済にとって必要な原料供給地をドイツと地続きであるヨーロッパに求めなければならないという結論が導き出された。
しかしヨーロッパにおける領土拡大は、フランスおよびイギリスという「憎むべき敵」の反発を招く可能性があるとした。イギリスとフランスはドイツを目の上のこぶとして考えており、これ以上ドイツの拡大を望んでいないため、旧植民地（ドイツ植民地帝国）を返還することは、ドイツが軍事的にイギリスより強大であるという状況しかないとした。しかし各自治領の権利拡大によって、やがてイギリス帝国は崩壊するとみていた。フランスはイギリスより有利であるが、内政的に問題を抱えているとしている。

### ヒトラーによる戦争計画
ヒトラーはドイツが抱えている問題を解決するためには武力によるものしか存在せず、それをいつ、どのようにして行うかが問題であるかとした。さらにヒトラーは戦争を行うべきタイミングとして次のパターンを挙げた。

#### 戦争を起こすべきタイミング
ドイツ軍の拡張と軍備の状況は進展し、他国に比べて近代化している。しかし1943年から1945年を過ぎると他国に対するアドバンテージを失うため、どんどん不利になっていくとしている。また外貨不足によって食糧危機を毎年招く可能性も指摘している。さらにナチ党指導者の高齢化や産児制限による青少年の減少や、国防軍の維持の観点からも、この時期、もしくはそれ以前に行動を起こさないという選択肢はあり得ないとした。
また、この時期以前に戦争を起こすべきタイミングとしては、フランスが内政上、もしくは他国の戦争に巻き込まれている時期であるとした。

#### 戦争の目標
戦争の目標としては第一にオーストリアとチェコスロバキアを同時に打ち負かすことであるとした。これは西方との紛争の際に、側面からの攻撃を回避するためであるとし、さらに両国から300万人の住民を追放して500万～600万人分の食糧供給増加がみこまれるとしていた。ヒトラーはフランスとイギリスがチェコスロバキアを内心で見捨てているとし、ドイツによって解決されることを容認していると見ていた。またイタリア王国もチェコスロバキア処分に異議を持ち出さないとみていたが、オーストリア問題については不透明であり、すべてはベニート・ムッソリーニの存命次第であるとした。さらに攻撃が迅速に行われれば、背後にソビエトを抱えるポーランドも軍事介入を行えないであろうと見ていた。
ヒトラーは当時進行中であったスペイン内戦がまだ3年ほどは続くと考えていた。しかし、フランシスコ・フランコの100％の勝利は望ましくなく、完全勝利後にはスペインがバレアレス諸島に駐留するイタリアの撤退を求めるであろうと考えていた。ドイツにとって望ましいのは地中海における緊張の継続であり、要地であるバレアレス諸島へのイタリア駐留の継続はやがてフランスとイタリアの紛争を招く可能性があるとした。ヒトラーはその時期を対オーストリア・チェコスロバキア戦争のタイミングであると指摘し、「電撃的に早く」奇襲攻撃を行わなければならないとした。

### 他の参加者による意見

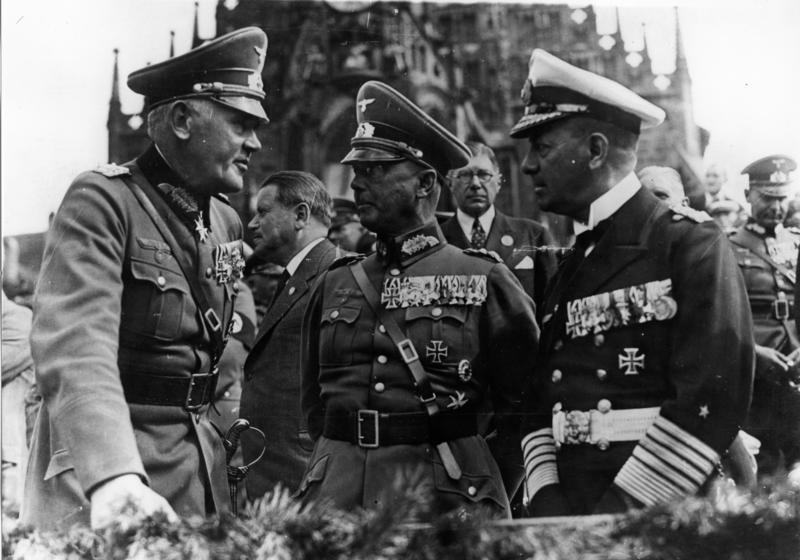
左からブロンベルク、フリッチュ、レーダー。1936年9月

ブロンベルクとヴェルナー・フォン・フリッチュ陸軍総司令官はヒトラーのフランス認識について反論した。フリッチュはフランスがイタリア戦争を抱えていても、西部戦線においてドイツ軍より大きな兵力を動員可能であるとした。また、ブロンベルクはチェコスロバキア国境要塞がマジノ線並に強固であり、電撃的な勝利は困難であると指摘した。ブロンベルクはこれらの作戦の研究の必要性があるとしたが、ヒトラーは事態はそこまで差し迫っていないと述べた。ノイラートはフランスとイタリアの紛争が起きる可能性は低いと指摘したが、ヒトラーは1938年夏には発生する可能性があるとした。ゲーリングはスペイン内戦に対するドイツの介入を中止することを考慮する必要があると判断したが、ヒトラーはその決定を必要な時期まで留保しておくように述べた。

## 覚書の作成
この会議の公式な議事録は作成されていない。しかし、会議の出席者であり、総統個人副官のフリードリヒ・ホスバッハ大佐は、会議の状況を私的なメモとして記録し、11月10日に国防省内でメモと記憶を元として覚書を作成した。
ニュルンベルク裁判中にはこの史料自体の真贋を巡って論争が行われたが、ホスバッハ自身が「全体として」彼自身の作成したオリジナルを再現したものであると認めている。また内容の信憑性や、史料の真贋にまつわる論争はすでに決着している。

## 影響
この会議においてヒトラーの意見に否定的な見解を述べたブロンベルクとフリッチュは1938年2月頃に相次いでスキャンダルによってその地位を追われることになる（ブロンベルク罷免事件）。また、ノイラート外相やシャハト経済相らも閑職に追いやられ、かわってヴィルヘルム・カイテルやヴァルター・フォン・ブラウヒッチュ、ヨアヒム・フォン・リッベントロップといったヒトラーの方針に忠実な者達がその地位に就いた。さらにホスバッハもフリッチュを擁護したために解任されている。ヒトラーは1938年中にオーストリアとチェコスロバキアに対して恫喝を行い、その領土を支配下に置いた（アンシュルス、チェコスロバキア併合）。

## 評価
ニュルンベルク裁判で共同謀議の証拠（証拠番号：386-PS）として採用されたように、この覚書はドイツの侵略政策の存在を示すものとされている。論者によってはこの会議の日を、ドイツが第二次世界大戦へ歩みだす「運命の日」と位置づける者もいる。一方でA・J・P・テイラーはこの会議は内政上の工作にすぎず、非現実的な空想が並び立てられただけであり、ヒトラーの戦争責任とは無関係であるとしている。